# Platysenta paragalla
Platysenta paragalla är en fjärilsart som beskrevs av Paul Dognin 1914. Platysenta paragalla ingår i släktet Platysenta och familjen nattflyn. Inga underarter finns listade i Catalogue of Life.